# Leptomenes bacilliformis
Leptomenes bacilliformis är en stekelart som beskrevs av Giordani Soika. Leptomenes bacilliformis ingår i släktet Leptomenes och familjen Eumenidae. Inga underarter finns listade i Catalogue of Life.